# فلوريد السترونتيوم
فلوريد السترونتيوم هو مركب لاعضوي للسترونتيوم، صيغته الكيميائية SrF2، ويوجد في الشروط القياسية على هيئة صلب عديم اللون.

## الوفرة والتحضير
يوجد هذا المركب في الطبيعة على هيئة معدن سترونتيوفلوريت Strontiofluorite النادر جداً.
كما يمكن تحضير هذا المركب مخبرياً من تفاعل كربونات السترونتيوم مع حمض الهيدروفلوريك:
{\displaystyle {\ce {SrCO3 + 2HF -> SrF2 + H2CO3}}}

## الخواص
يوجد المركب في الشروط القياسية على هيئة صلب عديم اللون، وهو مركب ذو انحلالية ضعيفة جداً في الماء. للمركب بنية مماثلة لبنية الفلوريت، ولا يتبع المركب بنية جزيئية خطية إنما تشكل الرابطة  F−Sr−F زاوية 120°.